# Maciej Szary
Maciej Szary (ur. 9 września 1949 w Piotrkowie Trybunalskim) – polski aktor teatralny, filmowy i telewizyjny.

## Życiorys
W 1972 ukończył Państwową Wyższą Szkołę Teatralną im. Aleksandra Zelwerowicza w Warszawie. 9 grudnia 1972 zadebiutował w teatrze.
Występował na deskach Teatru Śląskiego im. Stanisława Wyspiańskiego w Katowicach (1972–1973), Starego Teatru im. Heleny Modrzejewskiej w Krakowie (1973–1975), Teatru Powszechnego im. Zygmunta Hübnera w Warszawie (1975–1994) i Teatru Dramatycznego m.st. Warszawy im. Gustawa Holoubka (1994–2016).

## Filmografia
- 2008: Kryminalni jako dyrektor liceum (odc. 98)
- 2004: Glina jako archiwista Nowak (odc. 9 i 10)
- 2003: Pogoda na jutro jako lekarz
- 2001: Przedwiośnie jako działacz PSL
- 2001–2002: Marzenia do spełnienia jako lekarz
- 2002: 13 posterunek jako sędzia
- 2000–2001: Miasteczko jako komendant Posterunku Policji w Zagórzynie
- 1999–2007: Na dobre i na złe jako Ambroziak, dyrektor techniczny szpitala w Leśnej Górze
- 1999: Dług jako dyrektor departamentu
- 1999–2001: Miodowe lata jako Henio, barman w „Niedźwiadku”
- 1997: Klan jako ksiądz w biurze misyjnym
- 1993: Bank nie z tej ziemi jako ojciec Wojtka Szańskiego
- 1988–1990: W labiryncie jako Dramaturg Bogdan
- 1987: Krótki film o zabijaniu jako dozorca
- 1986: Tulipan jako George, klient Tiny
- 1986: Głód serca jako Jerzy, szef Marii
- 1980: Punkt widzenia jako uczestnik prywatki (odc. 7)
- 1979–1981: Najdłuższa wojna nowoczesnej Europy, jako Gotlieb Franke vel Bogumił Frankowski
- 1978: 07 zgłoś się jako naczelnik więzienia (odc. 5)
- 1975: W te dni przedwiosenne jako Plutonowy
- 1975: Znikąd donikąd

## Polski dubbing
- 2011: Harry Potter i Insygnia Śmierci, Część 2 – Bogrod
- 2010: Vicky – wielki mały wiking
- 2009: Małe królestwo Bena i Holly
- 2007: Skunks Fu
- 2007: Dobranocny ogród – narrator
- 2006: Co gryzie Jimmy’ego? (film)
- 2006: Zawiadowca Ernie – City
- 2006: Karol. Papież, który pozostał człowiekiem – Stefan Wyszyński
- 1976: Ja, Klaudiusz – Asprenas

## Odznaczenia
- Srebrny Medal „Zasłużony Kulturze Gloria Artis” (2007)[2]